# Lysá hora (Moravskoslezské Beskydy)
Lysá hora (německy Kahlberg; 1324 m n. m., dříve udávána výška 1323 m n. m.) je nejvyšší hora  Moravskoslezských Beskyd a Těšínska. Leží na rozhraní obcí Krásná, Malenovice, Ostravice a Staré Hamry. Tento vrch byl také v letech 1939–1945 nejvyšším bodem Protektorátu Čechy a Morava (ačkoliv leží ve Slezsku). Na holém (lysém) vrcholu, na který vede silnice z Krásné, se nachází charakteristický telekomunikační vysílač, meteorologická stanice a několik horských chat.

## Přístupnost
Vrchol představuje významnou křižovatku turistických cest a pětkrát týdně na něj dojíždí sezónní autobusový spoj Raškovice – Lysá hora určený původně pro tělesně postižené a důchodce. Ve středu, čtvrtek a pátek je spoj určen pro širokou veřejnost a v úterý a pondělí pro organizované a registrované skupiny nad 30 osob.

## Charakteristika

### Geomorfologie
Samotnému vrcholu se přezdívá Gigula. Z vrcholu Lysé hory vybíhají čtyři rozsochy: Malchor, Zimný (Zimní Polana), Kobylanka (Velký Kobylík) a Lukšinec. Godulské souvrství tvořené pískovcem a jílovcem, rozbrázděné hlubokými svahovými deformacemi a četnými rozsedlinovými jeskyněmi (nejdelší Ondrášova jeskyně, též Ondrášovy díry s délkou 217 m a hloubkou 34,5 m).

### Příroda
V masívu Lysé hory vzniklo několik přírodních rezervací a památek: Mazák a Mazácký Grúnik, Malenovický kotel, Vodopády Satiny, Koryto řeky Ostravice, Ondrášovy díry (lašsky Ondrašovy ďury) a další menší na okrajích masívu. Důvodem ochrany jsou smrčiny s příměsí jedlobukových porostů a oblasti svahových sesuvů. V tzv. Ondrašovych ďurach se nachází pseudokrasové jeskyně a pukliny hojné i v dalších částech hory. V oblasti potoka Mazák a Řehucí vznikly menší skalní útvary a pro potok Satinu jsou charakteristické vodopády. Koryto řeky Ostravice je chráněno kvůli geologické kvalitě. Vrchol Lysé hory v minulosti vážně poškodila průmyslová těžba dřeva.

### Podnebí
Lysá hora je vlivem nadmořské výšky přesahující 1300 m n. m. jedním z nejchladnějších, nejdeštivějších a největrnějších míst v České republice.
Průměrná roční teplota (1961–1990) činí 2,6 °C. V nejchladnějším lednu je průměrná teplota –6,2 °C a v nejteplejším červenci 11,3 °C. Průměrné roční srážky vykazují hodnotu 1390,8 mm. Nejdeštivější je červenec (196,8 mm) a nejsušší březen (76,8 mm).
Lysá hora je velmi bohatá na sníh. V březnu kulminuje sněhová pokrývka a obvykle přesahuje 2 m. Sněhová pokrývka se zde vyskytuje každoročně od října do května. Sněžení se může objevit i v červenci a srpnu.

### Stavby na Lysé hoře
V roce 1880 vznikla na Lysé hoře útulna Albrechta Fridricha Rakousko-Těšínského, což se stalo zdrojem určité závisti části českých turistů, kteří „německou“ (tehdy míněno habsburskou) chatu ignorovali. Proto v roce 1935 vznikla na vrcholu chata Klubu českých turistů nazvaná podle Petra Bezruče Bezručova chata (na Lysé hoře), ačkoliv sám Petr Bezruč navštívil pouze „německou“ chatu a v případě „české“ se odmítl i účastnit jejího otevření. V roce 1948 byly obě znárodněny (chata Albrechta přejmenována na Slezskou chatu) posléze sjednoceny a v letech 1972 a 1978 postupně obě do základů vyhořely.
V dalších letech poskytovaly turistům na vrcholu služby bufet Šantán, turistická ubytovna Kameňák a Horská chata Lysá hora zvaná „Plesnivka“, která byla rozebrána v roce 2011. V letech 2012–2015 byla Klubem českých turistů nákladem 32 milionů korun znovu postavena a v září 2015 otevřena Bezručova chata. Následně byl zbourán známý Šantán, který byl provizorní náhradou vyhořelé původní Bezručovy chaty. Na místě bývalé Plesnivky stojí nyní nová Chata Emila Zátopka – Maratón.
Na Lysé hoře stojí i stanice horské služby s provozem o víkendu a svátcích. Od roku 1897 se provádějí meteorologická měření (nová budova českého hydrometeorologického ústavu je zde od roku 1954).
Od roku 1980 funguje i telekomunikační vysílač vysoký 78 metrů tvořící charakteristickou dominantu Lysé hory.

### Skautský pomník
Na hřebeni pod Lysou horou se nachází mohyla Ivančena (925 m) na památku popravených skautů a trempů.

## Letecká nehoda
V rámci cvičného letu prolétávala 21. května 1964 kolem Lysé hory dvě vojenská letadla MIG-19S. Jedno z nich v mlze narazilo do bočního hřebene Lysé. Třiatřicetiletý pilot, major Vlastimil Zaydlar, se nestačil katapultovat a při neštěstí zemřel.

## Různé
- Lysá hora leží v historické zemi Slezsko.
- Lysá hora je nejvyšší horou Těšínského Slezska.
- Lysá hora byla nejvyšší horou Protektorátu Čechy a Morava.[12]
- Lysá hora je třetí nejprominentnější českou horou.[13]
- Úplně celá hora je v povodí řeky Ostravice.
- Na Lysé hoře byla zaznamenána nejvyšší sněhová pokrývka v Česku, měřila 491 cm a bylo to v březnu roku 1911.

### Pověsti
Podle pověsti se na Lysé hoře slétaly čarodějnice z celého Slezska a k smrti utancovaly každého zabloudilce, který se připletl k jejich rejům.

### Petr Bezruč
Českého básníka Petra Bezruče hora a kraj Beskyd inspirovaly k příznačným básnickým sbírkám. Po Bezručovi je také pojmenován i nejstarší turistický výšlap v Evropě, tzv. Bezručův výplaz, který se na podzim v roce 2018 konal již pošedesáté. Ve vesnici Pražmo, asi 7 km severo-severovýchodně od vrcholu Lysé hory, je pochována Maryčka Magdónová, známá z několika jeho básní.

## Galerie

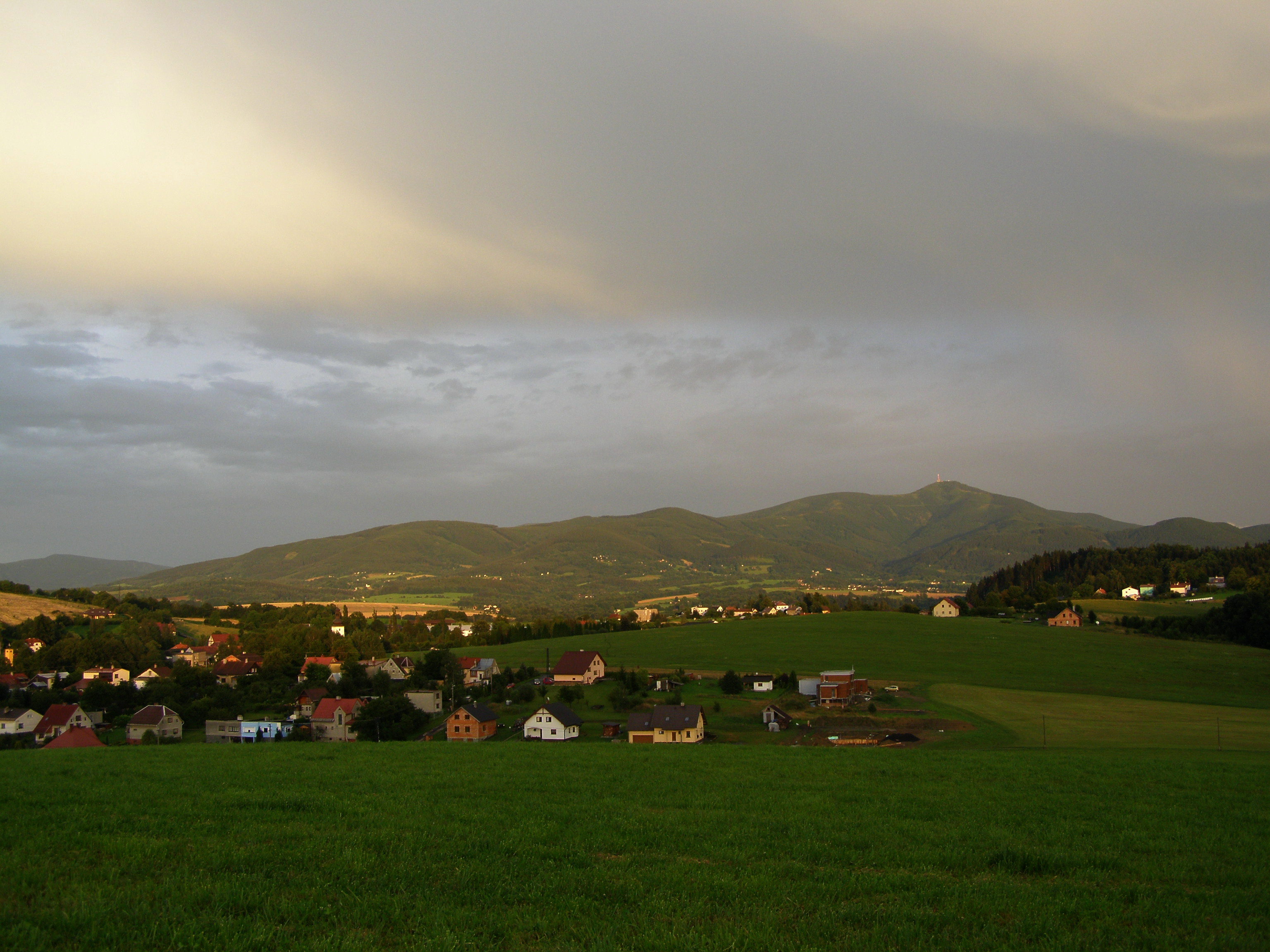
Lysohorská rozsocha, Lysá hora vpravo
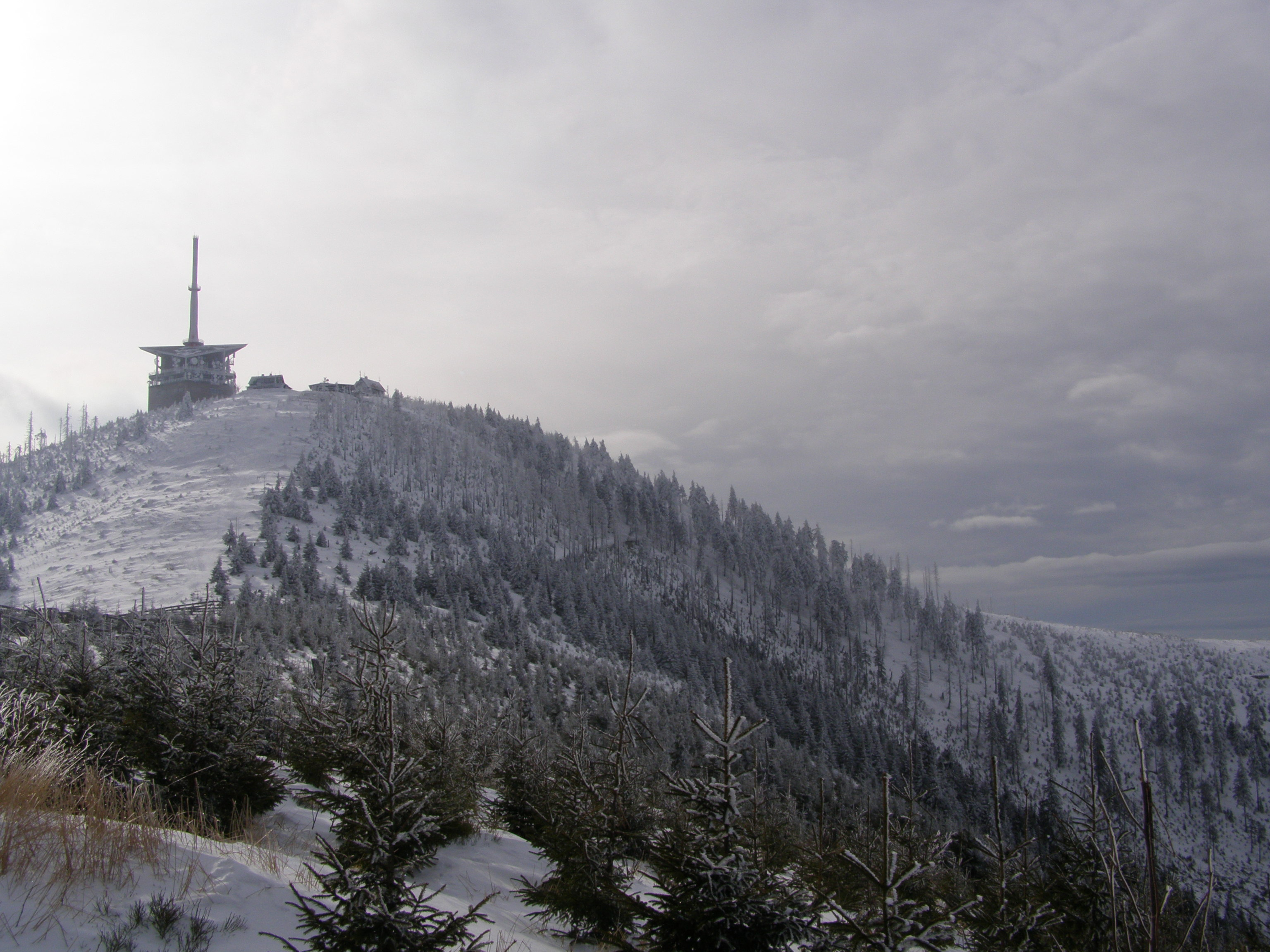
Vrchol Lysé hory ze sedla Malchor
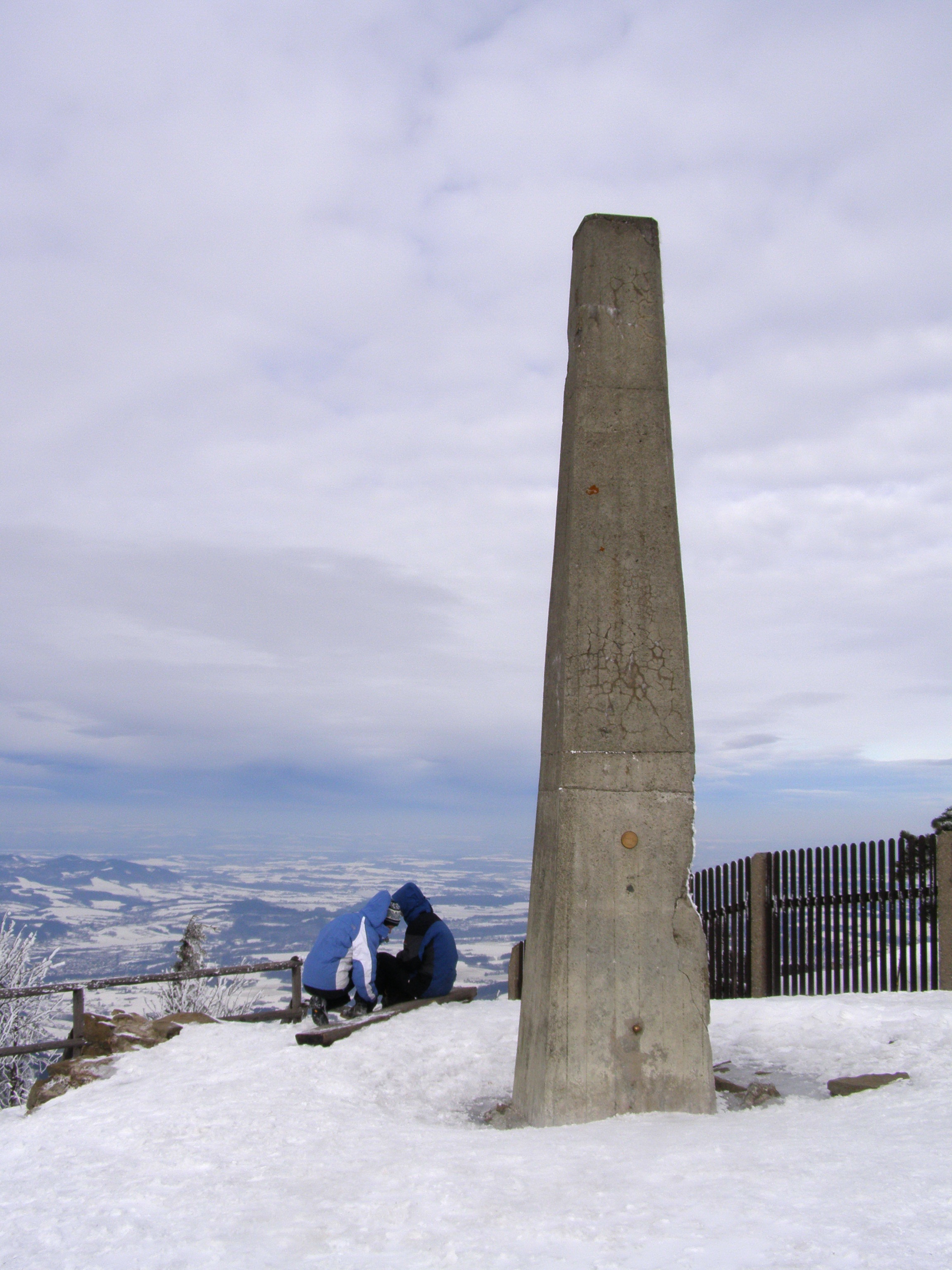
Vrchol Lysé hory
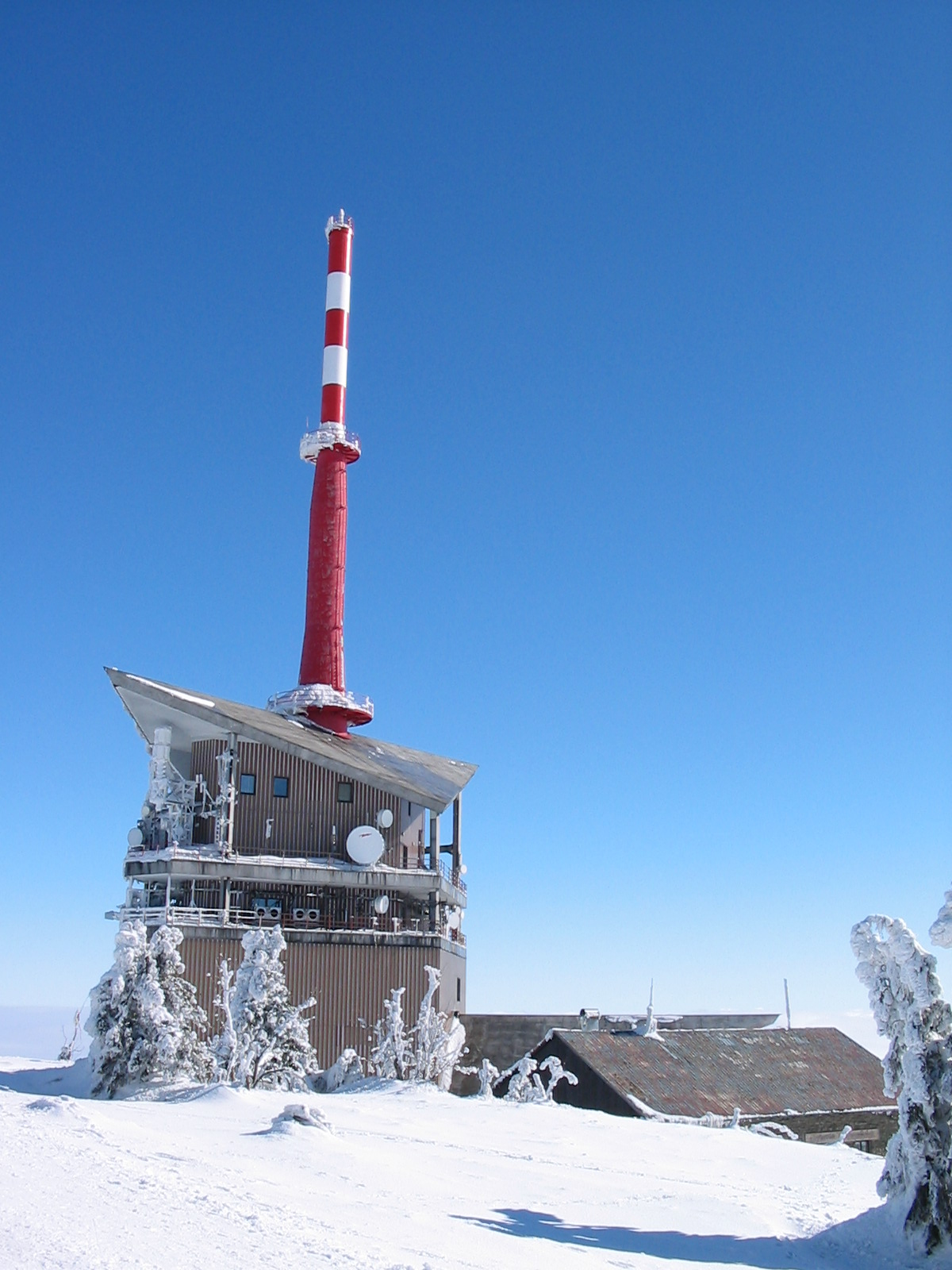
Vysílač na vrcholu Lysé hory
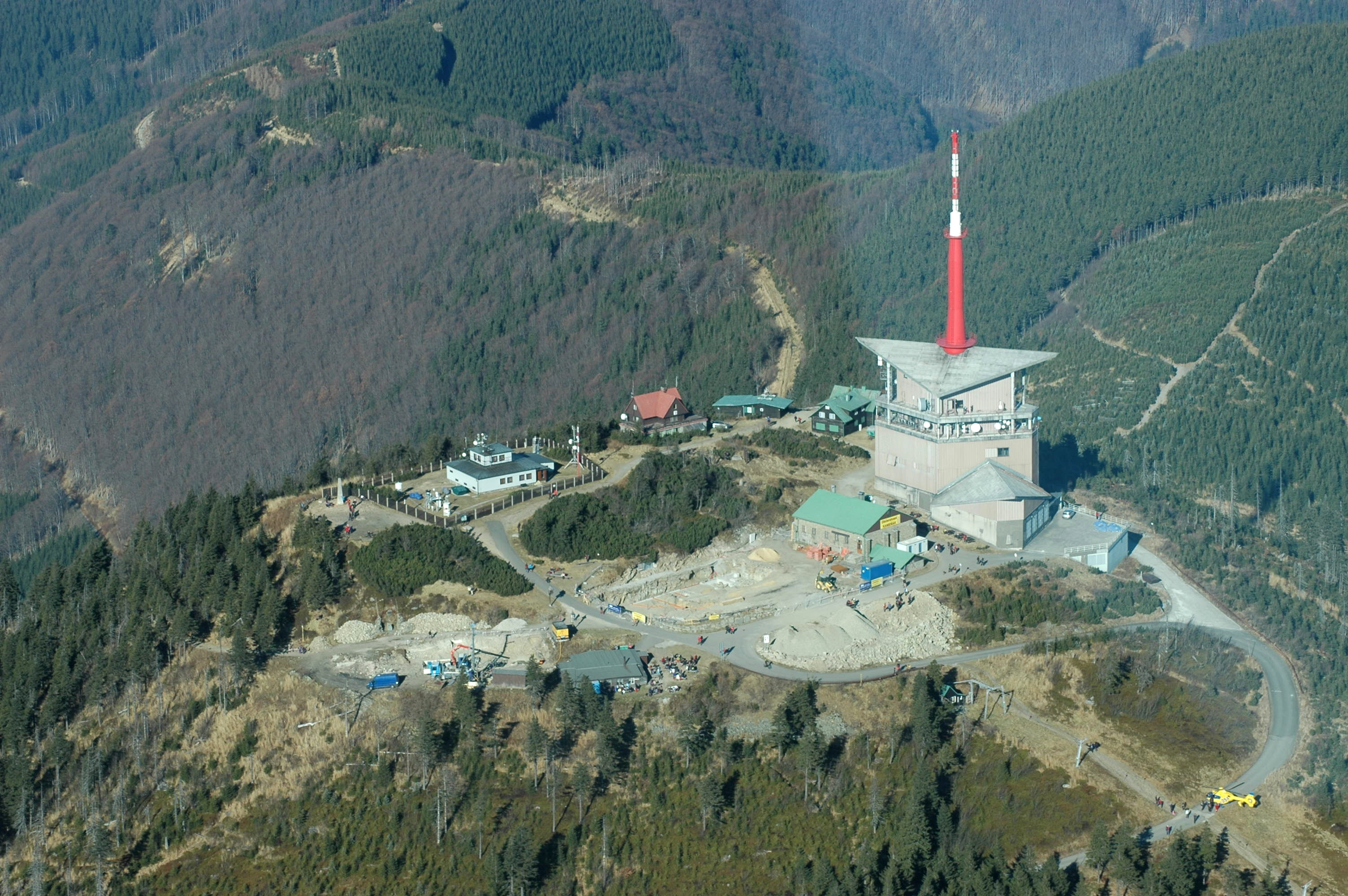
Celkový pohled na vrchol
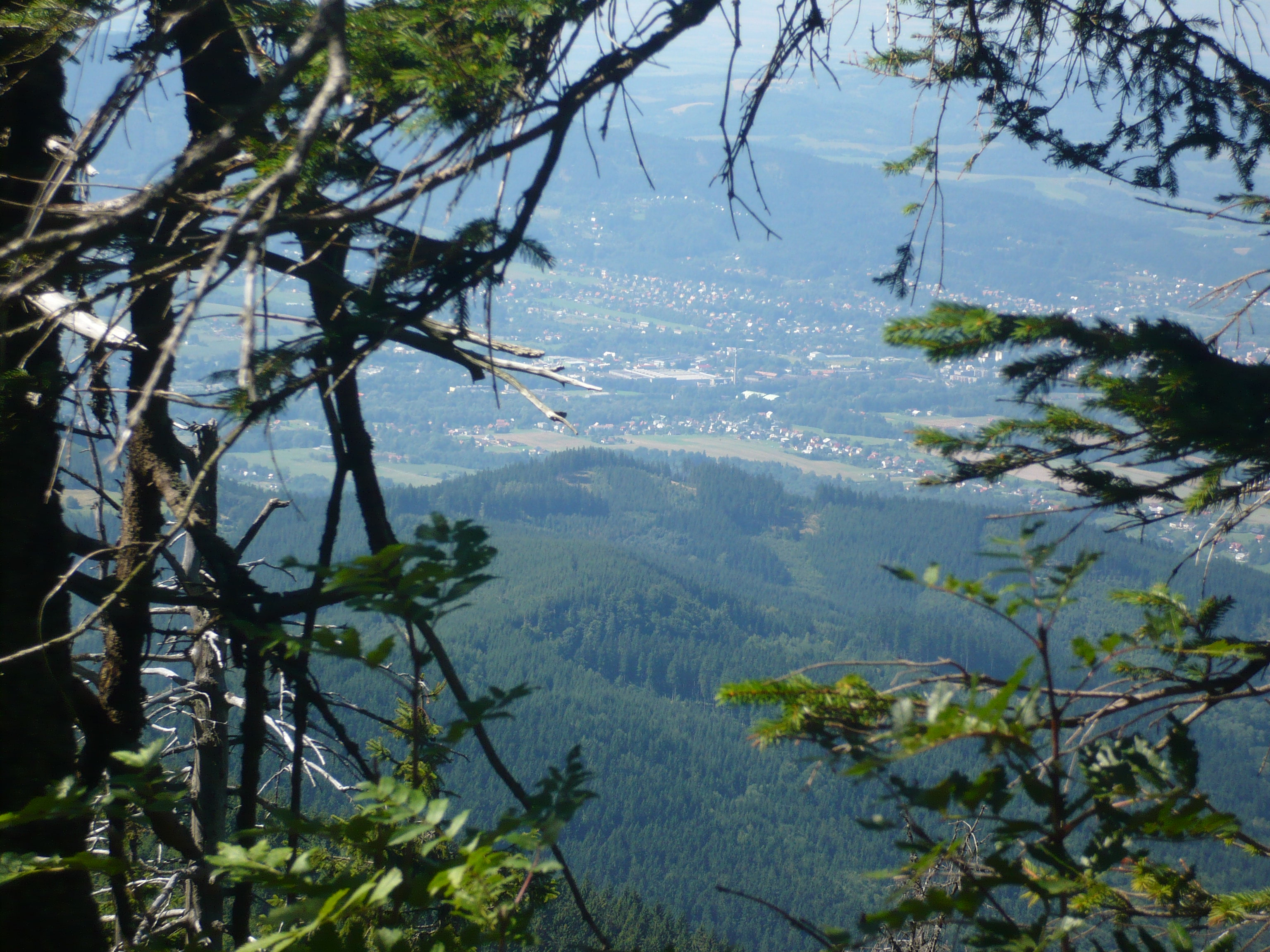
Pohled z Lysé hory
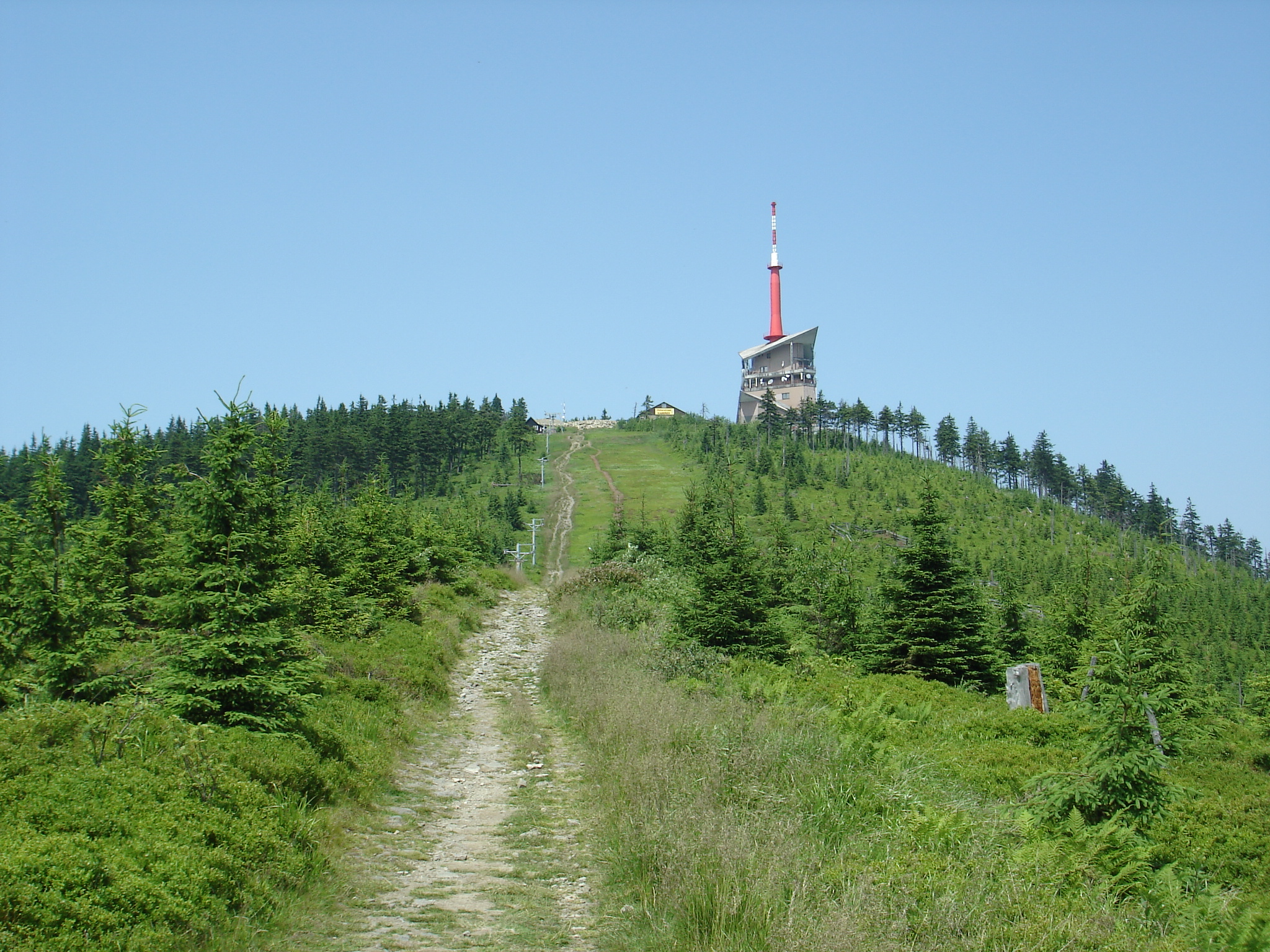
Lysá Hora - stará sjezdovka
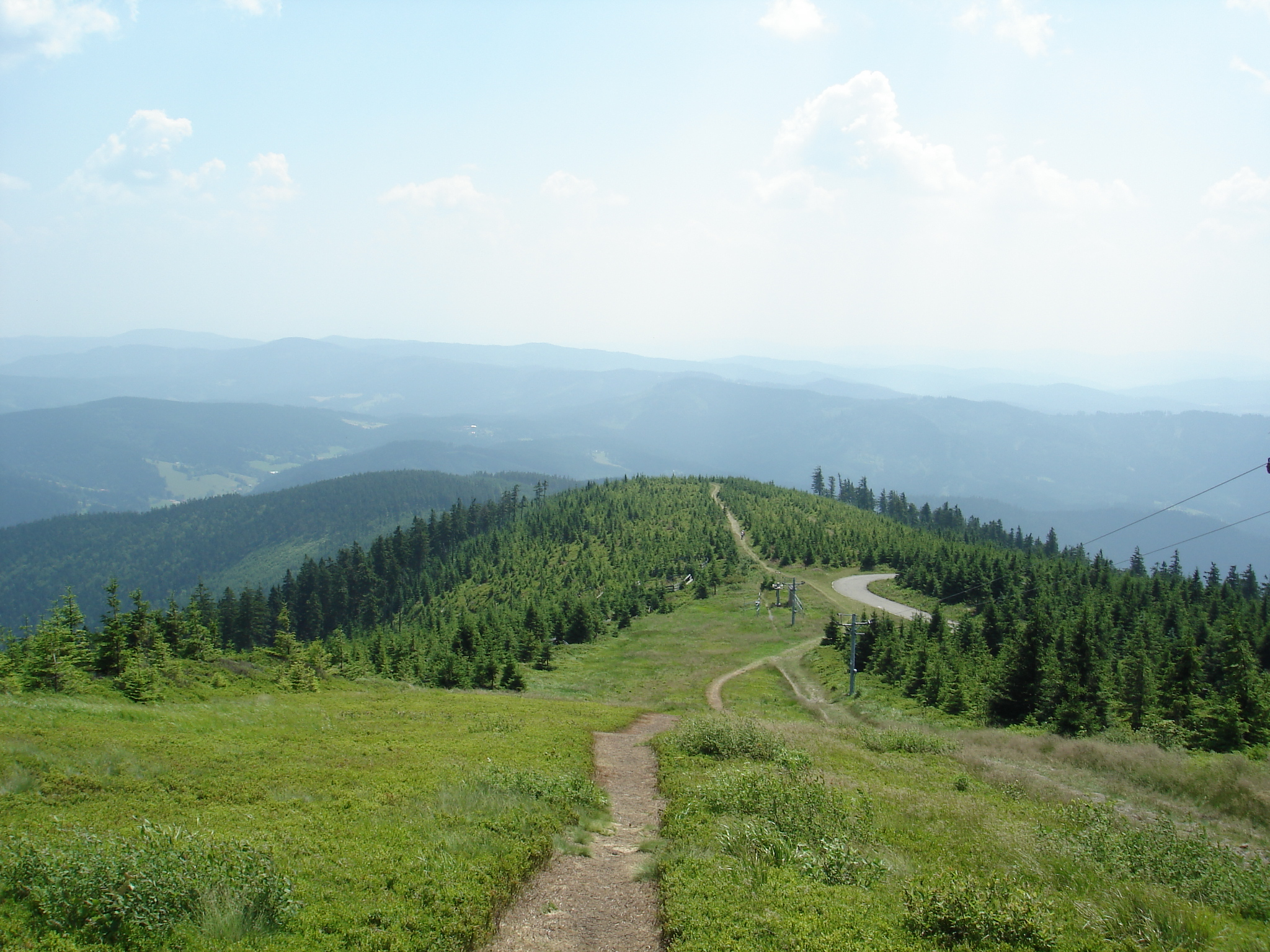
Sjezdovka Lysá Hora
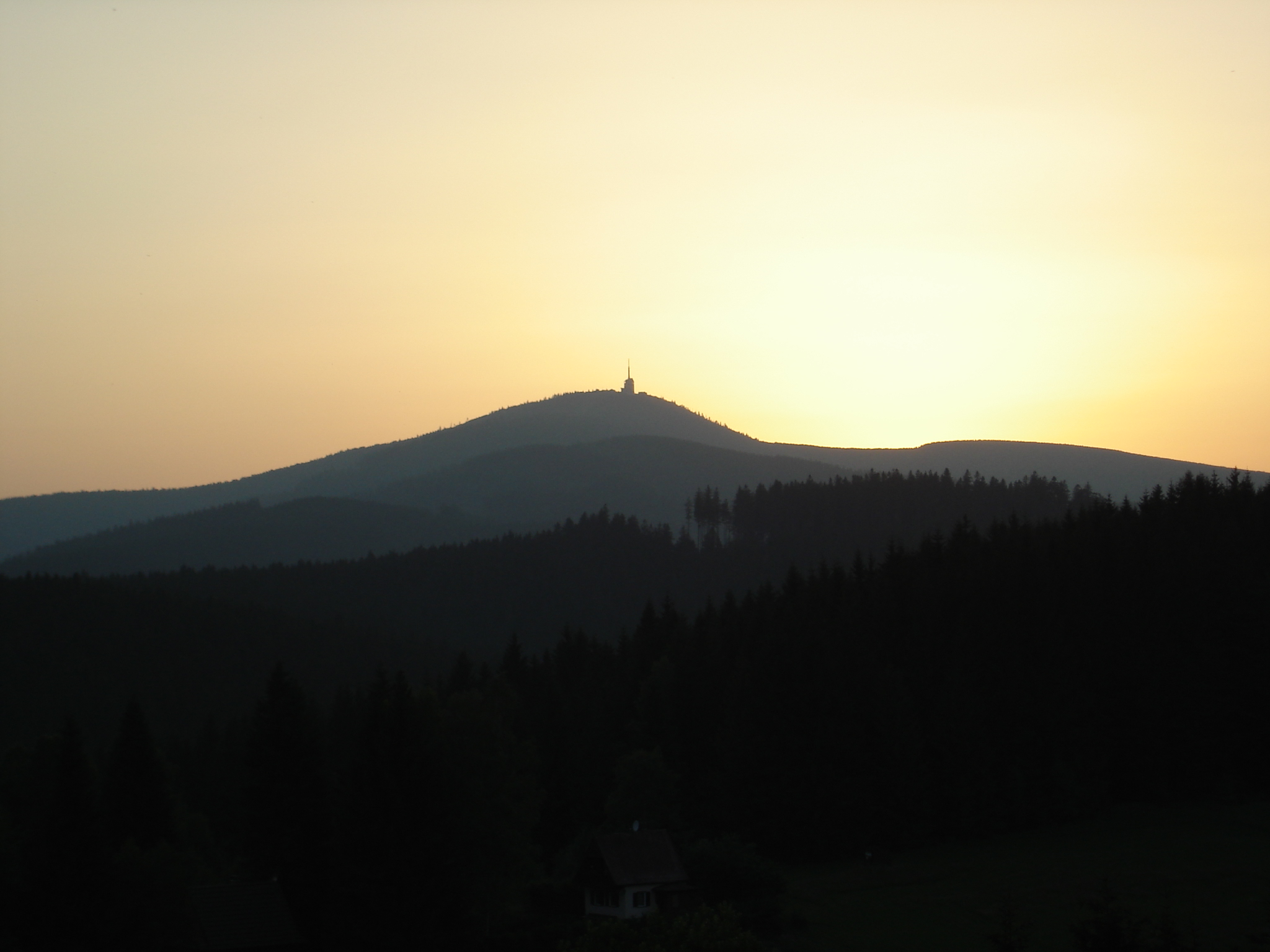
Lysá hora - západ slunce